# Stenungsunds-Posten
Stenungsunds-Posten var en svensk tidning i Stenungsund som utkom 1981-10-01--2011-12-30. Chefredaktörer var Helge Gustafzon (1981-2010) och Thomas Andersson (2010-2011). Ansvariga utgivare var Helge Gustafzon (1981-2010) och Malin Möller (2010-2011). Ägare under många år var Helge Gustafzon. En känd person som har arbetat på tidningen var Olof Brattö.